# Wallenrodyzm

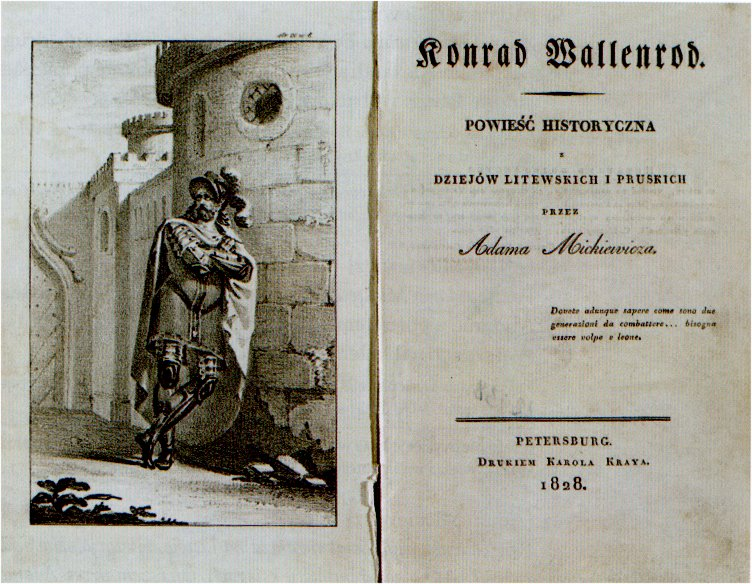
Strona tytułowa i frontyspis petersburskiego wydania utworu (1828)

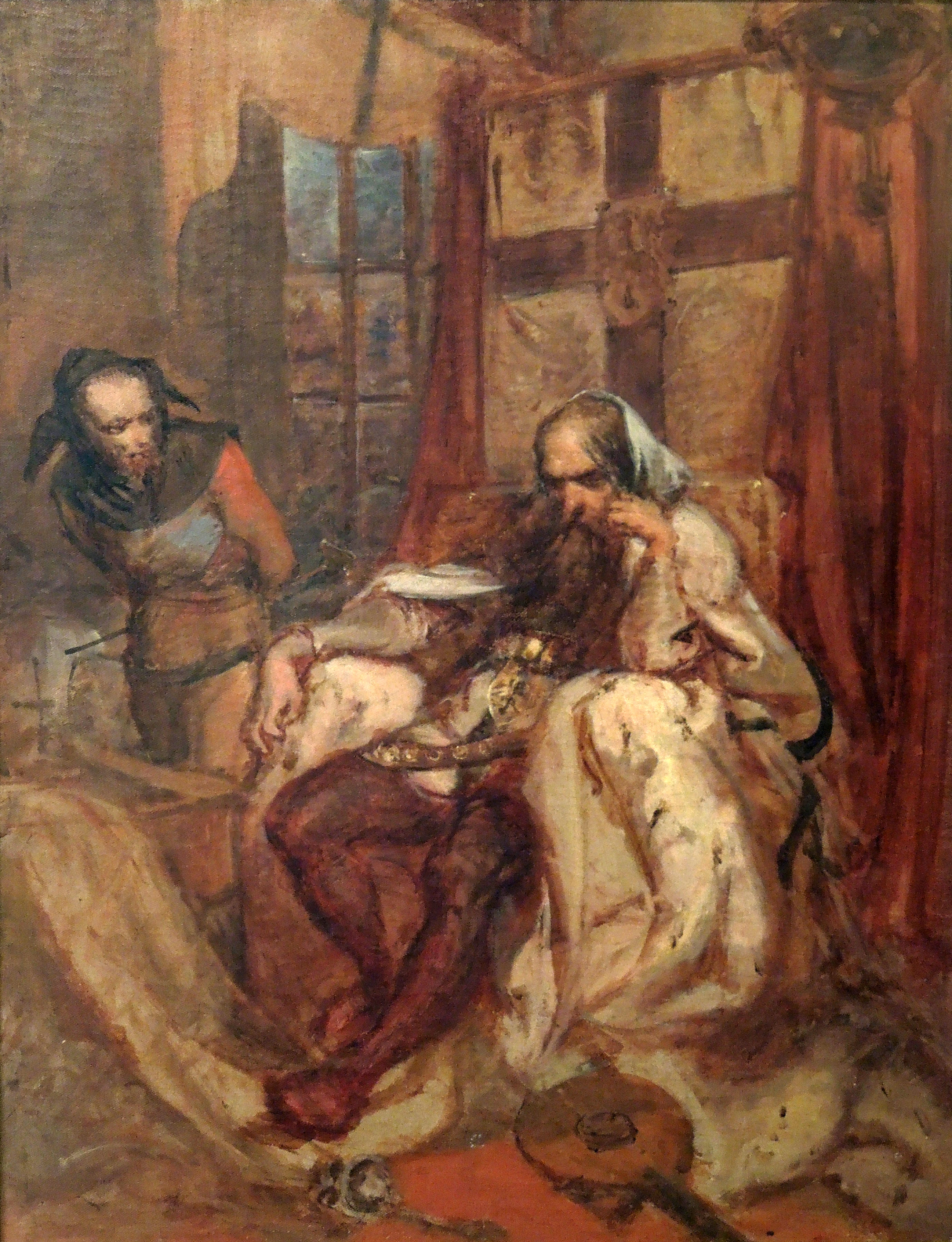
Konrad Wallenrod (mal. J. Matejko, 1863)

Wallenrodyzm – pojęcie wywodzące się z powieści poetyckiej Adama Mickiewicza zatytułowanej Konrad Wallenrod i oznaczające człowieka, który posługuje się podstępem i zdradą dla realizacji wzniosłego i szlachetnego celu.
Napisana w 1828 roku powieść Mickiewicza wprowadzała bohatera, który chociaż z natury honorowy, zdecydował się na posłużenie się podstępem w celu zbliżenia się do wroga i wywarcia na nim zemsty. Te nieetyczne środki powodowane były wzniosłą troską o dobro narodu. Tym samym w postawie wallenrodycznej dochodziło do rozdźwięku między szlachetnymi ideałami bohatera, a stosowanymi przez niego metodami; bohater znajdował się w sytuacji tragicznej, w której aby realizować wyznawane przez siebie wartości, musiał posługiwać się środkami sprzecznymi z własnym kodeksem moralnym. Akcja utworu Mickiewicza rozgrywała się w czasie wojen krzyżackich, jednak postawa bohatera odpowiadała sytuacji współczesnych autorowi Polaków, których patriotyzm, w sytuacji zaborów, musiał realizować się często w działaniach spiskowych, stojących w sprzeczności z rycerską postawą honorową.
Pojęcie wallenrodyzmu spopularyzowało się stosunkowo szybko i było już używane za życia Mickiewicza. Wyrażana przez nie postawa zyskała też doniosłe znaczenie; świadomość tego miał Nikołaj Nowosilcow, który już w 1828 roku ostrzegał wielkiego księcia przed potencjalnie niebezpiecznym wpływem Konrada Wallenroda na odbiorców.
Jednocześnie przez samych Polaków postawa wallenrodyczna była w XIX wieku oceniana rozmaicie. Z jednej strony Konrad Wallenrod trafnie ujmował sytuację etyczną, w jakiej znaleźli się spiskowcy przygotowujący się do powstania listopadowego, przyczynił się też do kodyfikacji nowego wzorca patriotyzmu, który mógł się realizować w działaniach konspiracyjnych i rewolucyjnych. Wiadomo też, że lektura powieści Mickiewicza była dla niektórych inspiracją do podjęcia działalności spiskowej lub powstańczej. Z drugiej strony niektórzy XIX-wieczni krytycy odczytywali utwór bardzo dosłownie, w związku z czym zarzucano Mickiewiczowi, że wallenrodyzm jest w gruncie rzeczy moralną pochwałą zdrady i że idea zemsty jest w utworze ważniejsza od idei miłości ojczyzny (m.in. Władysław Gołembiowski, Wojciech Cybulski, Iwan Franko). Inni jednakże uważali, że działania bohatera nie wynikały z chęci zemsty, a z bezwarunkowego patriotyzmu, wymagającego całkowitego poświęcenia (Adam Bełcikowski, Józef Tretiak, Włodzimierz Spasowicz). Z kolei Maria Konopnicka dostrzegała tragizm postawy wallenrodycznej.